# Honorowi obywatele gminy Mszana Dolna
Honorowi Obywatele Gminy Mszana Dolna – lista osób, którym Rada Miejska w Mszanie Dolnej przyznała honorowe obywatelstwo gminy Mszana Dolna. Wyróżnienie to zostało przyznane po raz pierwszy w 1996 roku przez władze miasta Arturowi Balazsowi. Honorowe obywatelstwo przyznaje się za wyjątkowe zasługi na rzecz gminy we wszelkich możliwych dziedzinach.

## Honorowi Obywatele Gminy Mszana Dolna
Poniższa tabela prezentuje chronologiczne zestawienie osób wyróżnionych tytułem Honorowego Obywatela Gminy Mszana Dolna. Jedynym organem mającym możliwość przyznawania honorowego obywatelstwa gminy jest Rada Miejska w Mszanie Dolnej.
| Lp. | Imię i nazwisko         | Data nadania godności | Krótki biogram (działalność będąca powodem otrzymania godności)                                             |
| --- | ----------------------- | --------------------- | --- |
| 1.  | Artur Balazs            | 1996                  | Senator RP                                                                                                  |
| 2.  | Franciszek Macharski    | 2000                  | Metropolita Krakowski                                                                                       |
| 3.  | Stanisław Potaczek      | 2002                  | Wójt Gminy Mszana Dolna                                                                                     |
| 4.  | Krzysztof Oksiuta       | 2003                  | Poseł na Sejm RP                                                                                            |
| 5.  | Jan Winter              | 2004                  | Dyrektor Biura w Kancelarii Prezesa Rady Ministrów                                                          |
| 6.  | Józef Warkocz           | 2004                  | Radca Prezesa Rady Ministrów ds. Skutków Klęsk Żywiołowych                                                  |
| 7.  | Włodzimierz Mazurek     | 2005                  | Ekspert w Wydziale Ochrony Powietrza Narodowego Funduszu Ochrony Środowiska i Gospodarki Wodnej w Warszawie |
| 8.  | Edward Pilch            | 2006                  | Właściciel Zakładów Wyrobów Sanitarnych „Ceramika – Pilch” w Jasienicy                                      |
| 9.  | Marek Nawara            | 2007                  | Marszałek Województwa Małopolskiego                                                                         |
| 10. | Stanisław Dziwisz       | 2007                  | Metropolita Krakowski                                                                                       |
| 11. | Zdzisław Balon          | 2007                  | Proboszcz Parafii św. Michała Archanioła w Mszanie Dolnej                                                   |
| 12. | Bogdan Waliczek         | 2007                  | Przeor Jasnej Góry                                                                                          |
| 13. | Paweł Soloch            | 2007                  | Podsekretarz Stanu w Ministerstwie Spraw Wewnętrznych i Administracji                                       |
| 14. | Aleksander Wierietielny | 2008                  | trener Justyny Kowalczyk                                                                                    |
| 15. | Grzegorz Stech          | 2008                  | Dyrektor Zarządu Dróg Wojewódzkich w Krakowie                                                               |
| 16. | Tomasz Siemoniak        | 2009                  | Sekretarz Stanu w Ministerstwie Spraw Wewnętrznych i Administracji                                          |
| 17. | Stanisław Gawłowski     | 2010                  | Wiceminister Środowiska                                                                                     |
| 18. | Wiesław Janczyk         | 2017                  | Wiceminister Finansów                                                                                       |
| 19. | Piotr Ćwik              | 2017                  | Wojewoda Małopolski                                                                                         |
| 20. | Grzegorz Biedroń        | ?                     | Radny Sejmiku Województwa Małopolskiego                                                                     |